# 스텔라 (2022년 영화)
스텔라(Stellar)는 2022년에 개봉한 대한민국의 영화이다.

## 캐스팅
- 손호준: 박영배 역 아역:이주원,이효재
- 이규형: 동식 역
- 허성태: 서 사장 역
- 전노민: 영배의 아버지 역
- 고규필: 철규 역
- 박세영
- 이중욱
- 김슬기: 영배의 여동생 역
- 박영규
- 신신애
- 이효비: 재아
- 정시율: 준아